# Ярцев, Виктор Владимирович
Ви́ктор Влади́мирович Я́рцев (родился в 1904 году, Москва, Российская империя — казнён 28 января 1940 года, там же, РСФСР, СССР) — руководящий сотрудник органов внутренних дел СССР, начальник отдела водного транспорта, шоссейных дорог и связи (11-й отдел) НКВД СССР, 1-й заместитель народного комиссара связи. Майор государственной безопасности (1937).

## Биография
В 1918—1919 ученик в парикмахерской, в 1919—1920 помощник слесаря в авторемонтных мастерских. В мае 1920 поступил в РККА и в том же году вступил в РКП(б). В мае—сентябре 1921 инструктор Московского комитета РКСМ, с октября 1922 работал в тресте «Моссельпром», затем «Союзсельпром».
В феврале 1930 перешёл на службу в ОГПУ. С марта 1930 помощник уполномоченного, с 1 июня 1930 уполномоченный, с 1 октября 1931 оперативный уполномоченный Экономического управления ОГПУ. С 1 октября 1933 помощник начальника 1-го отделения Экономического управления ОГПУ (ГУГБ НКВД СССР). С 3 мая 1935 начальник 2-го отделения Экономического отдела ГУГБ НКВД СССР. С ноября 1936 начальник 1-го отделения (3-го) Контрразведывательного отдела ГУГБ НКВД СССР.
Один из ближайших сотрудников Н. И. Ежова, принимал активное участие в репрессиях как против высшего командного состава РККА, так и против хозяйственного актива (прежде всего, на предприятиях путей сообщения). С 11 июля 1937 начальник 11-го отдела ГУГБ НКВД СССР, ведавшего водным и шоссейным транспортом, а также связью. 2 апреля 1938 командирован на Сахалин в ранге правительственного комиссара. Начал массовые аресты среди партийного и хозяйственного актива острова. 11 июля 1938 попал в авиакатастрофу и был ранен.
16 ноября 1938 назначен 1-м заместителем народного комиссара связи СССР. В 1939 году являлся кандидатом в члены ЦК ВКП(б), однако уже в июне 1939 арестован. 28 января 1940 года Военной коллегией Верховного суда СССР приговорён к смертной казни. Расстрелян в день вынесения приговора.

### Образование
- с сентября 1921 по октябрь 1922 учёба в Военной школе имени ВЦИК;
- до 1926 слушатель рабочего факультета (окончил 2 курса);
- в 1930 окончил Московский электротехнический институт связи.

### Звания
- 11.12.1935 — старший лейтенант государственной безопасности;
- 20.12.1936 — капитан государственной безопасности;
- 27.06.1937 — майор государственной безопасности.

### Награды
- 05.05.1937 — Орден Ленина.[4]